# Panzerballett
Panzerballett – monachijski kwintet muzyków grający muzykę, której styl można określić mianem jazz-metalu. Liderem grupy jest gitarzysta, kompozytor i aranżer Jan Zehrfeld.

## Skład zespołu

### Obecny skład
- Jan Zehrfeld – gitara elektryczna
- Martin Mayrhofer – gitara elektryczna
- Gregor Bürger / Alexander von Hagke – saksofon
- Heiko Jung – gitara basowa
- Sebastian Lanser – instrumenty perkusyjne

### Byli członkowie
- Florian Schmidt – gitara basowa
- Andreas Dombert – gitara elektryczna
- Max Bucher – instrumenty perkusyjne

## Dyskografia
- Panzerballett (2005)
- Live at Backstage Munich 2006 (DVD) (2007)
- Starke Stücke (2008)
- Hart Genossen – Von ABBA bis ZAPPA (2009)
- Tank Goodness (2012)